# Olszanka (potok)
Olszanka – prawobrzeżny dopływ Sanu. Wpływa do Sanu na wysokości wsi Olszany. W górnym biegu nosi nazwę Cisówka (Cisowa).
Przepływa przez Łodzinkę Górną, Cisową, Brylińce, Rokszyce, Olszany. Źródło Olszanki znajduje się w okolicach Łodzinki Górnej.